# Heptachlor
Heptachlor ist ein Insektizid, das als Kontakt- oder Fraßgift wirkt. Es wurde vor allem gegen Bodeninsekten und Termiten, teilweise auch gegen Anopheles-Mücken als Malaria-Überträger sowie als Pflanzenschutzmittel eingesetzt.
Beim Menschen führt Heptachlor zu Leberschäden und zu einer Überreizung des Zentralnervensystems. Es steht im Verdacht, Krebs zu erregen. Die Halbwertszeit im Boden beträgt bis zu zwei Jahre.

## Synthese und Zusammensetzung
Heptachlor wird dargestellt mittels einer Reaktion von Hexachlorcyclopentadien mit Cyclopentadien, bei welcher Chlorden als Zwischenprodukt entsteht. Dieses wird im Dunkeln und unter Beigabe von Bleicherde zu technischem Heptachlor chloriert.

Synthese von Heptachlor

Technisches Heptachlor besteht aus einer komplexen Mischung verschiedener Komponenten. Größtenteils setzt sich die Mischung zu 72 % aus den beiden Enantiomeren (+)- und (−)-Heptachlor zusammen, ferner sind 18 % trans-Chlordan, 2 % cis-Chlordan, 2 % Nonachlor, 1 % Chlorden, 0,2 % Hexachlorbuta-1,3-dien und 10 bis 15 weitere Komponenten enthalten.

Hauptbestandteile von Heptachlor
(−)-Heptachlor
(+)-Heptachlor
trans-Chlordan

## Analytischer Nachweis
Der chemisch-analytische Nachweis in Umweltproben, Lebens- und Futtermitteln erfolgt nach geeigneter Probenvorbereitung zur Abtrennung der Matrix und gaschromatographischer Abtrennung von Nebenkomponenten mittels hochauflösender massenspektrometrischer Techniken wie der Flugzeitmassenspektrometrie (Time-of-Flight-Massenspektrometrie).

## Heptachlorepoxid
Heptachlor wird biotisch und abiotisch zu Heptachlorepoxid oxidiert. Dieses ist stabiler als Heptachlor und wird auch langsamer abgebaut. Durch den abiotischen Abbau entsteht eine racemische Mischung aus (−)- und (+)-Heptachlorepoxid, während Heptachlor im Metabolismus hauptsächlich zum (+)-Enantiomer umgesetzt wird.

Reaktion von Heptachlor (Mitte) zu Heptachlorepoxid (links) bzw. Photoheptachlor (rechts)

## Verbot
Im Stockholmer Übereinkommen vom 22. Mai 2001 wurde ein weltweites Verbot zur Herstellung, Verkauf und Anwendung von zwölf persistenten organischen Schadstoffen (POP = persistent organic pollutants) ratifiziert. Unter diesem „dreckigen Dutzend“ befindet sich auch Heptachlor. Am 17. Mai 2004 erlangte das Übereinkommen nach der Ratifizierung durch den 50. Beitrittsstaat globale Rechtsgültigkeit.
In den Staaten der EU und in der Schweiz sind keine Pflanzenschutzmittel mit diesem Wirkstoff zugelassen.
In Deutschland darf im Trinkwasser der Grenzwert von 30 ng pro Liter für Heptachlor und sein Epoxid gemäß Trinkwasserverordnung nicht überschritten werden, die Höchstmenge für (pflanzliche) Lebensmittel beträgt 10–100 µg/kg.
Heptachlor ist als „prioritärer gefährlicher Stoff“ in Anhang X der europäischen Richtlinie 2000/60/EG (Wasserrahmenrichtlinie) aufgeführt.